# 도쿠가와 미쓰쿠니
도쿠가와 미쓰쿠니(일본어: 德川光圀, 1628년 ~ 1701년)은 에도 시대 2대 미토번주이자 유학자이다. 미토 고몬(水戶黃門)이라는 별칭으로 불리기도 하며 현재까지 도쿄 방송에서 방영하고 있는 '파나소닉 드라마 시어터'에 속하는 TV 시대극 『미토 고몬』은 미쓰쿠니를 모델로 한 것이다.
1628년, 초대 미토번주 도쿠가와 요리후사(이에야스의 11남)와 측실 히사코 사이에서 삼남으로 태어났다. 유학 및 역사학에 조예가 깊어 명에서 유학자 주순수(朱舜水)를 초빙하여 가르침을 받았으며, 『대일본사(大日本史)』를 편찬하였다. 미쓰쿠니의 후원을 바탕으로 국수주의 색채를 띠는 미토학(水戶學)이 성장하게 되었다.

## 생애

### 유년기
1628년 6월 10일 가신인 미키 진베에(三木仁兵衛)의 자택에서 미토 – 도쿠가와 가문의 당주인 도쿠가와 요리후사의 삼남으로 태어났다. 모친은 가신 다니 시게노리(谷重則)의 딸 히사코이다. 기록 『도원유사(桃源遺事)』에서는 미쓰쿠니의 부친 요리후사가 미키 부부에게 히사코를 맡기며 뱃속의 아이를 낙태시킬 것을 명했으나 두 부부가 주군의 명령을 거역하고 비밀리에 미쓰쿠니가 태어나도록 조치하였다고 한다. 미쓰쿠니 본인이 말년에 자신의 생애를 회상한 『의공유사(義公遺事)』에 따르면, 당시 내전 시녀의 딸이었던 히사코가 요리후사의 총애를 받아 회임하자 측실인 엔리인(円理院, 사사키 씨佐々木氏)의 기분을 상하게 할 것을 걱정한 요리후사가 히사코에게 낙태를 할 것을 명했고, 이 때 또 다른 시녀였던 미키의 아내 무사가 요리후사의 양모인 에이쇼인(英勝院)과 상담한 뒤 히사코가 자신의 집에서 비밀리에 아이를 낳도록 하였다고 한다. 미쓰쿠니의 동복 형인 마쓰다이라 요리시게 또한 이와 같은 방법으로 태어났다. 『세이잔 유문(西山遺文)』에 따르면 이후 유년기의 미쓰쿠니는 출신을 숨기고 미키 부부의 자식으로 성장하였다고 한다.
1632년 출생의 비밀이 밝혀지면서 형 요리시게와 함께 미토 본성으로 입성하였다. 다음해인 1633년 11월 후계자로 낙점되어 에도 코이시카와(小石川) 영주 저택으로 들어가 정식으로 후계자 교육을 받기 시작하였다. 미쓰쿠니가 후계자로 결정된 구체적인 시기는 기록마다 약간의 차이가 있으나 요리후사의 가로(家老)인 비젠노카미 나카야마 노부요시(中山信吉)가 미토로 내려온 후인 것으로 추정되고 있으며, 3대 쇼군 도쿠가와 이에미쓰와 에이쇼인의 의향이 상당 부분 반영되었다고 한다. 다음 해인 1634년 정식으로 에도성에 입성하여 이에미쓰를 알현하였고, 이후 1636년 관례를 행하면서 이에미쓰로부터 편휘(偏諱)를 하사받아 미쓰쿠니(光国)로 개명하였다. 1654년 전(前) 간파쿠인 고노에 노부히로(近衛信尋)의 차녀 히로코(尋子)를 정실로 맞아들였으며, 1657년에는 고마고메(駒込)의 저택에 사국(史局)을 설치한 뒤 본격적으로 『대일본사(大日本史)』의 편찬에 착수하였다.

### 번주 시절
1661년 8월 19일 히타치국 미토번 28만 석 영지의 번주가 되었다. 그러나 취임 후 동생인 마쓰다이라 요리모토(松平頼元)에게 누카다번(額田藩) 2만 석 영지를 하사하여 최종적으로는 26만 석의 영주가 되었다. 취임 직후인 1662년, 번 외곽의 영지민들이 만성적인 식수 부족을 겪고 있는 것을 통감하여 마치부교(町奉行)인 모치즈키(望月恒隆)에게 수로 건설을 명령, 이듬해 가사하라(笠原)에서 호소야(細谷)까지 10 km 가량의 카사하라 수도가 완성되었다. 1663년에는 사국을 고마고메에서 코이시카와로 옮겨와 쇼코칸(彰考館)을 열었다.
1679년 52세의 나이에 이름을 미쓰쿠니(光圀)로 개칭하였다.
미쓰쿠니는 평생 친형 요리시게를 제치고 자신이 2대 번주가 된 것에 대해 유감스러운 감정을 가지고 있었다고 전해지고 있는데, 실제로 측실과의 사이에 친자인 요리쓰네(頼常)가 있었음에도 불구하고 요리쓰네를 형 요리시게의 양자로 보내고 대신 요리시게의 친자인 쓰나카타(綱方)를 자신의 후계자로 삼았다. 그러나 쓰나카타가 일찍 사망하자 이후 1690년 형 요리시게의 또다른 아들이자 양자인 쓰나에다에게 영주의 자리를 물려준 뒤 1691년 세이잔소(西山荘)로 물러났다. 이후 1700년 식도암으로 사망하였다.

## 인물상
- 성품이 강하고 과격한 면이 있었다고 알려져 있다.
- 후계자 낙점 이후 미쓰쿠니는 학업을 멀리하고 빈번하게 요시와라 유곽을 드나들며 츠지기리(辻斬り)를 일삼는 등의 만행을 저지르며 사춘기를 보냈다. 그러나 18세 때 『사기(史記)』의 백이전(伯夷傳)을 읽고 깊은 감명을 받아 비로소 학문에 열중하게 되었다고 한다.
- 호기심이 많고 개방적인 성격으로 일본 최초로 라면, 치즈, 교자, 우유술, 검은콩 낫토 등을 먹었다고 알려져 있다. 특히 라면은 명나라 출신의 유민인 주순수로부터 중화면을 헌상 받아 시식을 했다는 기록이 남아 있으며, 말년에도 세이잔소를 방문하는 손님들이나 가신들에게 빈번하게 대접하였다. 또한 아사쿠사 근교에서 수타 우동면을 뽑아내는 기술을 배워 직접 면을 뽑아보기도 하였다고 한다.
- 국외의 문물에 관심이 많아 일본 최초로 네덜란드제의 메리야스 버선을 사용하였으며 와인도 즐겨 마셨다. 그 외에도 고려인삼과 잉꼬를 들여와 직접 키우기도 하였다. 외국 출신의 인사를 고용하는 것에 대해서도 주저함이 없어 에조지의 탐험을 위해 흑인을 2명 고용한 뒤 대대로 미토 번의 가신으로 삼았으며 주순수를 비롯한 중국계의 망명자에게도 관대하여 가신이나 사용인으로 삼았다.
- 육식을 하지 않는 국가적 분위기에도 불구하고 쇠고기, 돼지고기, 양고기 등을 즐겨 먹었다. 특히 그의 말년에는 5대 쇼군 도쿠가와 쓰나요시의 살생금지령이 맹위를 떨쳐 더욱 육식이 기피되었음에도 불구하고 노골적으로 이를 즐겼을 뿐 아니라 특히 개를 사랑하였던 쓰나요시에게 의도적으로 들개 20여 마리(일설에 의하면 50여 마리)를 잡아 그 가죽을 헌상하기도 하였다.
- 살아 있을 때부터 명군이라는 칭송을 받았으나 사후 가부키와 만담, 전기 등을 통해 여러 전설과 민간 전승이 더해지면서 대중적인 인기를 얻어 여러 차례 드라마, 영화 등의 소재가 되었다. 특히 가장 유명한 이야기는 번주 자리에서 물러난 노년의 미쓰쿠니가 평민으로 변장하고 여러 지방을 여행하며 돌아다니다가 높은 사람들로부터 고통받는 백성들을 발견하면 그들의 편에 서서 도와주었다는 것이다. 실제로 미쓰쿠니는 『대일본사』를 편찬하기 위해 가신들을 전국 각지에 파견하고 은퇴 후에도 미토번 영내를 순시하기는 하였으나 닛코, 가마쿠라, 가나자와, 보소 정도를 방문하였을 뿐 간토 지방 바깥으로는 나가지 않았다고 한다.

## 참고 문헌
- 名越時正『水戸学の研究』神道史学会叢書9　神道史学会　昭和50年5月
- 名越時正『水戸光圀とその余光』水戸史学選書　錦正社　昭和60年5月
- 名越時正『新版・水戸光圀』水戸史学選書　錦正社　昭和61年7月
- 名越時正『水戸学の達成と展開』水戸史学選書　錦正社　平成4年7月
- 『水戸学集成』全6巻　国書刊行会　平成9年12月

## 같이 보기
- 고산케
- 신판 다이묘
- 측천문자
- 미토 코몬(TV 드라마)

| 전임 도쿠가와 요리후사 | 제2대 미토 도쿠가와 가 당주 1661년 ~ 1690년 | 후임 도쿠가와 쓰나에다 |

| 전임 도쿠가와 요리후사 | 제2대 미토번 번주 (미토 도쿠가와 가) 1661년 ~ 1690년 | 후임 도쿠가와 쓰나에다 |